# NGC 712
NGC 712 ist eine Linsenförmige Galaxie vom Hubble-Typ S0 im Sternbild Andromeda am Nordsternhimmel. Sie ist schätzungsweise 243 Millionen Lichtjahre von der Milchstraße entfernt und hat einen Durchmesser von etwa 70.000 Lichtjahren. Die Galaxie gilt als Mitglied der Galaxiengruppe Abell 262.
Im selben Himmelsareal befinden sich u. a. die Galaxien NGC 703, NGC 709, NGC 714, NGC 717.
Das Objekt wurde im Oktober 1828 von dem britischen Astronomen John Frederick William Herschel entdeckt.